# Koménka
Die Koménka, auch Komenka bzw. Komňa, ist ein linker Nebenfluss der Olšava in Tschechien.

## Geographie
Der Koménka entspringt am Südosthang des Bučník (552 m) in den Weißen Karpaten. Ihre Quelle liegt westlich von Nový Dvůr an der Staatsstraße I/50/E 50 zwischen Bystřice pod Lopeníkem und Starý Hrozenkov. Der Lauf des Baches führt vorbei an den Resten der Burg Zuvačov über Komňa, Špíškův Mlýn und Doubkův Mlýn nach Norden. Unterhalb des Schlosses Nový Světlov mündet die Koménka in Bojkovice in die Olšava.
Die Koménka hat eine Länge von 7,9 km, ihr Einzugsgebiet beträgt 29,4 km².

## Zuflüsse
- Bzovský potok (r), bei Říčky